# Reel
Il reel è una danza popolare di origine incerta,  diffusa principalmente in Irlanda e Scozia; con il nome di reel si intende anche il tipo di musica che accompagna le danze, che di solito è scritta in tempo binario in 4/4 o, più rado, in 2/4.
I reel sono caratterizzati da una struttura prestabilita, composta per larga parte da ottavi, con l'accento sul primo e il terzo quarto della battuta. Si compone generalmente di due parti (A e B) di otto battute dove le due parti vengono ripetute (AABB); esistono tuttavia delle eccezioni sia nelle ripetizioni (ABAB) che nel numero di parti che compongono il reel, come ad esempio nel tradizionale irlandese The Mason's Apron, composto da ben sette parti.
Nella musica irlandese i reel vengono eseguiti in quelli che vengono denominati "set", dove due o più reel vengono collegati tra loro. Non esistono regole precise, ma, in genere, durante le session ogni reel viene ripetuto ognuno tre volte prima di passare al successivo, per un set composto da tre reel complessivi.
Il reel è la forma di musica irlandese più veloce e complessa da suonare, ma anche la più diffusa. In una session di musica irlandese alcuni reel possono essere suonati a velocità persino superiori ai 120 bpm, anche se la media generalmente varia tra gli 85 e i 120 bpm a seconda del reel e delle preferenze degli esecutori.
A seconda delle provenienze geografiche all'interno del territorio irlandese i reel vengono spesso eseguiti in modi diversi dai musicisti, a volte interpretando gli ottavi come note di equal lunghezza, altre volte allungando la durata del primo ottavo di una coppia e accorciando la durata del secondo, come avviene nello swing utilizzando il cosiddetto "triplet feel". Questa pratica è più diffusa nell'area ovest dell'Irlanda, soprattutto nelle contee Clare e Kerry.
Con origini intorno al medioevo, questa danza è giunta a noi attraverso molte modifiche ed è caratterizzata dalla vivacità del ballo (molto frenetico; reel, infatti, significa "mulinello") e della musica.
Tra i reel più famosi vi sono il Busindre Reel di Hevia, i tradizionali Cooley's Reel, Drowsy Maggie, Maid Behind the Bar e Toss the feathers reso popolare dai Chieftains e dai Corrs.

## Discografia
- 1995 Irish Dances—EPM, Parigi